# كارل ديكر (عسكري)
كارل ديكر (بالألمانية: Karl Decker)‏ هو عسكري ألماني، ولد في 30 نوفمبر 1897 في Szczecinek ‏ في بولندا، وتوفي في 21 أبريل 1945 في Groß Brunsrode ‏ في ألمانيا.